# Touwia
Touwia, rod pravih mahovina iz porodice Neckeraceae, dio reda Hypnales. Postoje ztri priznate vrste, a opisan je kao monotipičan 1986.

## Vrste
1. Touwia elliptica (Bosch & Sande Lac.) S. Olsson, Enroth & D. Quandt
2. Touwia laticostata Ochyra ; tipična
3. Touwia negrosensis (E.B. Bartram) S. Olsson, Enroth & D. Quandt